# مارين سيليتش
مارين سيليتش (بالكرواتية: Marin Čilić)‏ مواليد 28 سبتمبر 1988 في ميديوغوريه، جمهورية يوغسلافيا الاشتراكية الاتحادية. وهو لاعب تنس كرواتي محترف حاصل على بطولة أمريكا المفتوحة 2014. أعلى تصنيف وصل له (6) في نوفمبر 2016 وشارك في بطولة قطر توتال اينيرجز

## الحياة الشخصية
ولد سيليتش من أبوين من كروات البوسنة والهرسك، ونشأ في مدينة ميديوغوريه في البوسنة والهرسك

## روابط إضافية
- مارين سيليتش على موقع رابطة محترفي التنس (الإنجليزية)
- مارين سيليتش على موقع الاتحاد الدولي لكرة المضرب (الإنجليزية)
- مارين سيليتش على موقع كأس ديفيز (الإنجليزية)
- مارين سيليتش على موقع بطولة ويمبلدون (الإنجليزية)
- مارين سيليتش على موقع خلاصة التنس.كوم (الإنجليزية)
- مارين سيليتش على موقع اللجنة الأولمبية الدولية (الإنجليزية)
- مارين سيليتش على موقع أوليمبيديا (الإنجليزية)
- مارين سيليتش على موقع AS.com (الإسبانية)
- Cilic Recent Match Results
- Cilic World Ranking History